# Pernegg
Pernegg är en ort och kommun  i Österrike. Den ligger i distriktet Horn i förbundslandet Niederösterreich, 80 km nordväst om huvudstaden Wien. 
Kommunen består av åtta orter (Ortschaften) (inom parentes invånarantal 1 januari 2024):

- Etzelsreith (34)
- Lehndorf (31)
- Ludweishofen (50)
- Nödersdorf (76)
- Pernegg (212)
- Posselsdorf (72)
- Raisdorf (133)
- Staningersdorf (82)